# Gran Premio Industria e Artigianato 2007
Il Gran Premio Industria e Artigianato 2007, quarantunesima edizione della corsa e trentunesima con questa denominazione, valido come evento dell'UCI Europe Tour 2007 categoria 1.1, si svolse il 5 maggio 2007 su un percorso totale di 200 km. Fu vinto dall'italiano Vincenzo Nibali che terminò la gara in 4h51'59", alla media di 41,098 km/h.
Al traguardo giunsero 45 dei ciclisti partenti.

## Ordine d'arrivo (Top 10)
| Pos. | Corridore            | Squadra       | Tempo    |
| ---- | -------------------- | ------------- | -------- |
| 1    | Vincenzo Nibali      | Liquigas      | 4h51'59" |
| 2    | Franco Pellizotti    | Liquigas      | s.t.     |
| 3    | Mychajlo Chalilov    | Cer. Flaminia | a 32"    |
| 4    | Luca Solari          | LPR           | s.t.     |
| 5    | Giuseppe Palumbo     | Acqua & Sap.  | s.t.     |
| 6    | Daniele Pietropolli  | Tenax         | s.t.     |
| 7    | Fortunato Baliani    | Cer. Panaria  | s.t.     |
| 8    | Antonio Quadranti    | Aurum Hotels  | s.t.     |
| 9    | Paolo Longo Borghini | Barloworld    | s.t.     |
| 10   | Manuele Spadi        | Cer. Flaminia | s.t.     |